# Hørsted Sogn
Hørsted Sogn er et sogn i Sydthy Provsti (Aalborg Stift).
I 1800-tallet var Hørsted Sogn anneks til Sønderhå Sogn. Begge sogne hørte til Hassing Herred i Thisted Amt. Sønderhå-Hørsted sognekommune blev ved kommunalreformen i 1970 indlemmet i Thisted Kommune.
I Hørsted Sogn ligger Hørsted Kirke.
I sognet findes følgende autoriserede stednavne:
- Dåsen (areal)
- Hørsted (bebyggelse, ejerlav)
- Hørsted Udflyttere (bebyggelse)
- Tyrhove (bebyggelse)